# The Village Squire
The Village Squire è un film del 1935 diretto da Reginald Denham.
Il film ha segnato l'esordio cinematografico di Vivien Leigh.